# Лохня (Белопольский район)
Лохня (укр. Лохня) — село,
Верхосульский сельский совет,
Белопольский район,
Сумская область,
Украина.
Код КОАТУУ — 5920681404. Население по переписи 2001 года составляло 58 человек .

## Географическое положение
Село Лохня находится на левом берегу реки Сула,
выше по течению примыкает село Валиевка,
ниже по течению на расстоянии в 1 км расположено село Новопетровка (Лебединский район),
на противоположном берегу — село Верхосулка.
Рядом проходит автомобильная дорога Н-07.

## Экономика
- Молочно-товарная ферма.